# East Coast Parkway

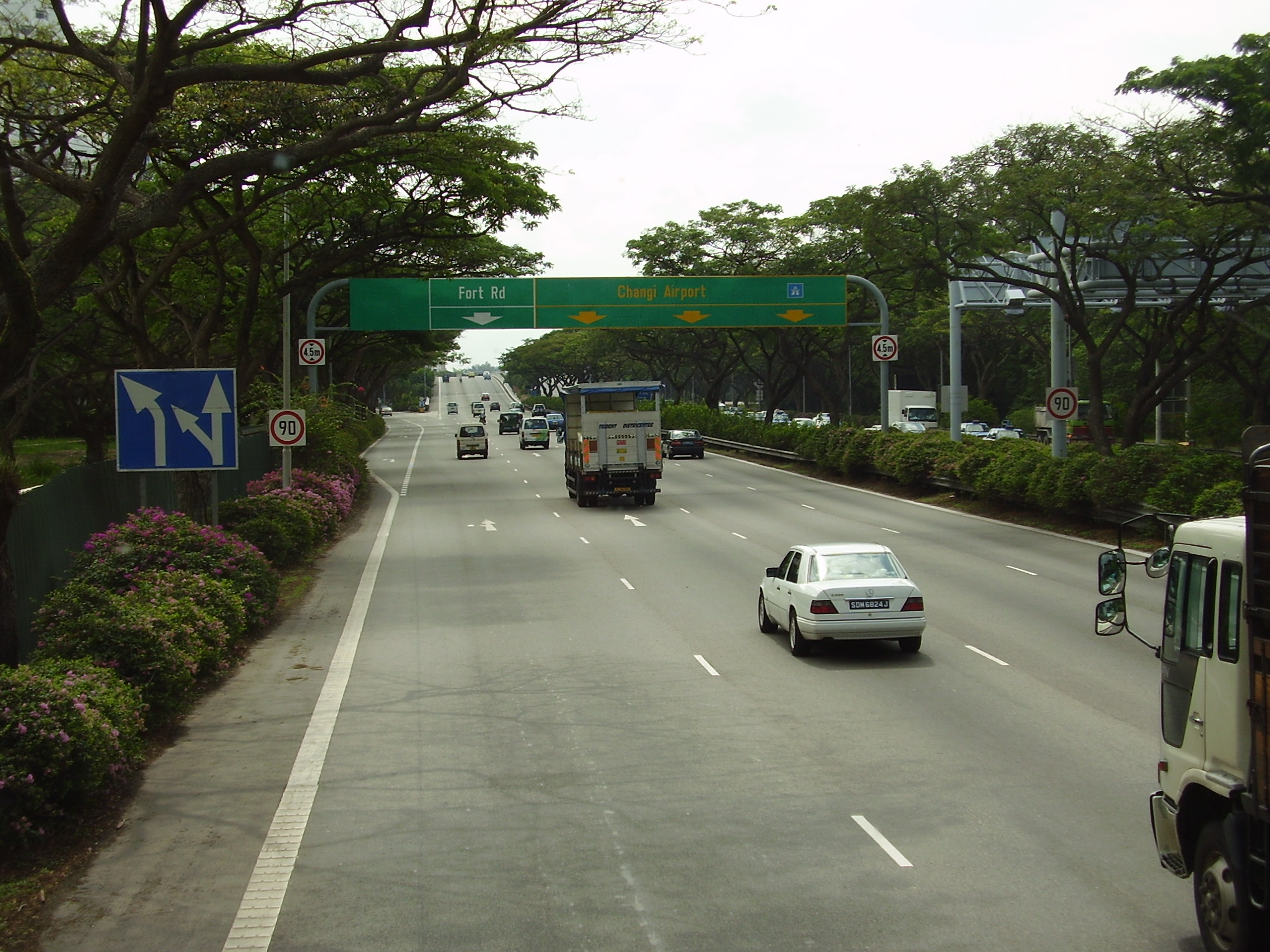

De East Coast Parkway (ECP) (Maleis: Lebuhraya Taman Pantai Timur , Chinees: 东海岸公园大道, Tamil: கிழக்கு கடற்கரை விரைவுச்சாலை) is een autosnelweg in Singapore. De snelweg is 20 kilometer lang en verbindt de Internationale luchthaven Changi met het Central Business District. De snelweg werd afgewerkt in 1981.
Pan Island Expressway ·
Ayer Rajah Expressway ·
North-South Corridor ·
East Coast Parkway ·
Central Expressway ·
Tampines Expressway ·
Kallang-Paya Lebar Expressway ·
Seletar Expressway ·
Bukit Timah Expressway ·
Kranji Expressway ·
Marina Coastal Expressway ·